# McGregor (Minnesota)
McGregor – miasto w Stanach Zjednoczonych, w stanie Minnesota, w hrabstwie Aitkin.